# دلیتس
دلیتس (به آلمانی: Dehlitz) یک منطقهٔ مسکونی در آلمان است که در لوتسن واقع شده‌است. دلیتس ۵۴۴ نفر جمعیت دارد.